# Nowa Wieś (powiat grudziądzki)
Nowa Wieś – wieś w Polsce położona w województwie kujawsko-pomorskim, w powiecie grudziądzkim, w gminie Grudziądz.

## Podział administracyjny
W latach 1975–1998 miejscowość należała administracyjnie do województwa toruńskiego.

## Demografia
Według Narodowego Spisu Powszechnego (III 2011 r.) wieś liczyła 1709 mieszkańców. Jest największą miejscowością gminy Grudziądz.

## Obiekty fortyfikacyjne
Na terenie wsi znajdują się 2 forty należące do zespołu fortyfikacyjnego Twierdzy Grudziądz: Fort Nowa Wieś oraz Fort Świerkocin.

## Komunikacja publiczna
Komunikację do wsi zapewniają linie autobusowe Gminnej Komunikacji Publicznej.